# Tadeusz Estreicher
Tadeusz Estreicher (auch Tadeusz Kazinierz Estreicher von Rozbierski; geboren 19. Dezember 1871 in Krakau, Österreich-Ungarn; gestorben 8. April 1952 in Krakau) war ein polnischer Chemiker und Professor an den Universitäten Freiburg (Schweiz) sowie Krakau. Estreicher war Häftling des KZ Sachsenhausen.

## Leben
Tadeusz Estreicher entstammte der Krakauer Gelehrtenfamilie der Estreicher. Er war ein Sohn des Historikers Karol Estreicher d. Ä. und Bruder des Rechtshistorikers Stanisław Estreicher. Tadeusz studierte Chemie an der Krakauer Jagiellonen-Universität, wo er Schüler von Karol Olszewski und Zygmunt Wróblewski war. 1897 promovierte er in Krakau in Organischer Chemie. Nach weiterführenden Studien in Berlin, Leipzig und bei dem späteren Nobelpreisträger William Ramsay in London wurde er 1899 Assistent und 1904 Privatdozent an der Universität Krakau, wo er einen Wasserstoffverflüssiger entwickelte. 1906 wurde er als Professor für mineralogische und allgemeine Chemie an die schweizerische Universität Freiburg berufen. Im Studienjahr 1913/14 bekleidete er dort das Amt des Dekans. Während des Ersten Weltkriegs arbeitete er an der Encyclopédie polonaise mit, die ab 1916 in Freiburg vom Comité des Publications Encyclopédieques sur la Pologne herausgegeben wurde. 1919 kehrte er nach Krakau zurück, wo ihm der Lehrstuhl seines 1914 verstorbenen Lehrers Olszewski übertragen wurde. 1923–1924 war er Dekan der Philosophischen Fakultät.
Am 6. November 1939 wurde er im Rahmen der Sonderaktion Krakau festgenommen und in das KZ Sachsenhausen verbracht und bis 1940 im KZ Oranienburg gefangen gehalten. Im Gegensatz zu seinem Bruder Stanisław überlebte er die Haft.
Als Chemiker hat er u. a. die Siede- und Gefriertemperatur von Chlorwasserstoff bestimmt und eine Apparatur zur Verflüssigung von Wasserstoff gebaut. Er gründete die Gesellschaft zur Förderung von Pharmazeutischen Wissenschaften und wurde zu deren Vorsitzenden gewählt.
Er hat viel zum polnischen Wortschatz der Chemie und Pharmazie beigetragen.

## Schriften (Auswahl)
- Ueber die Kalorimetrie der niedrigen Temperaturen. Stuttgart 1914